# Registerlinguistik
Die linguistische Registerforschung untersucht, wie sich Sprache je nach Situation und Sprecher verändert. Sie analysiert, wie Menschen ihre Sprachverwendung an verschiedene Kontexte, Adressaten und Zwecke anpassen. Diese Anpassung kann sich auf verschiedene sprachliche Ebenen auswirken, wie Wortwahl, Satzbau und Aussprache.

## Begriffsbestimmung
Ein Register ist eine bestimmte Form der Sprache, die für einen bestimmten Kommunikationsbereich typisch ist. Es ist situations- und adressatenabhängig und kann als eine Varietät innerhalb einer Sprache betrachtet werden. Beispiele für Register sind formelle Sprache in offiziellen Dokumenten oder informelle Sprache in Gesprächen mit Freunden. 

## Forschungsbereiche der Registerlinguistik
- Registervariation in gesprochener Sprache: Hier wird untersucht, wie sich die Sprache je nach Situation (z. B. öffentlich oder privat) und Sprecher (z. B. Alter, Geschlecht) verändert.
- Register und soziale Kontext: Die Registerforschung untersucht auch, wie soziale Faktoren wie Status, Bildung oder Zugehörigkeit zu bestimmten Gruppen die Sprachverwendung beeinflussen.
- Register und Textsorten: Die Analyse von Textsorten (z. B. wissenschaftliche Artikel, Gedichte, Werbetexte) ist ein weiterer wichtiger Bereich der Registerforschung.
- Register und Mehrsprachigkeit: Untersuchungen können auch umfassen, wie Menschen ihre Registerkenntnisse beim Wechsel zwischen verschiedenen Sprachen nutzen.

## Beispiele für Register
- Formell: Gesetze, wissenschaftliche Artikel, Reden von Politikern.
- Informell: Gespräche mit Freunden, SMS, Posts in sozialen Medien.
- Berufsspezifisch: Fachjargon in der Medizin, Juristerei oder IT.

## Nutzen der Registerforschung
Die Registerforschung hilft zu verstehen, wie Sprache funktioniert und wie sie in verschiedenen Situationen eingesetzt wird. Sie ist auch wichtig für Erkenntnisse über den Spracherwerb, die Sprachdidaktik und die Analyse von Kommunikation in verschiedenen gesellschaftlichen Bereichen.